# Asfarviridae
Als Asfarviridae bezeichnet man eine Familie von Viren, deren Mitglieder vornehmlich Schweine infizieren und die Afrikanische Schweinepest verursachen. In der Familie existiert nur eine einzige Gattung: Asfivirus (ASFV). Der Name dieses Virus ist ein Akronym: African swine fever and related viruses. Bislang wurde nur eine einzige Spezies identifiziert. Diese Viren sind die einzigen DNA-Viren, die von Arthropoden übertragen werden. Die Viren besitzen alle eine Virushülle, haben eine dsDNA (Doppelstrang-DNA) und werden dem Phylum der Nucleocytoviricota (veraltet Nucleocytoplasmic large DNA viruses, NCLDV; frühere Vorschläge hatten auf Nucleocytoplasmaviricota bzw. – im Rang einer Ordnung – Megavirales gelautet) zugerechnet.
Das Asfivirus zeigt in der Genomstruktur und den Replikationsstrategien Ähnlichkeiten mit den Poxviridae und den Phycodnaviridae, hat aber eine von den Poxviridae verschiedene Virionstruktur und noch einige andere Eigenschaften, die es von den Letzteren unterscheidet. Aus diesem Grund wurden die Poxviridae (mit ihrer Ordnung Chitovirales) und die Asfarviridae (mit ihrer Ordnung Asfuvirales) vom International Committee on Taxonomy of Viruses (ICTV) im März 2020 in die gemeinsame, neu geschaffene Klasse Pokkesviricetes gestellt.

## Struktur und Genom

Schemazeichnung eines Virions der Gattung Asfivitrus, Familie Asfarviridae (Querschnitt und Seitenansicht)

Das Virion besteht aus einer Hülle, einem Kapsid, einem Kern und dem Nukleoproteinkomplex. Diese sind sphärisch und ihr Durchmesser beträgt zwischen 175 und 215 nm. Das Kapsid ist ikosaedrisch (T=189–217) mit einem Durchmesser von 172–191 nm. Das Kapsomer hat einen Durchmesser von 13 nm und 1892 bis 2172 von ihnen bilden ein Kapsid. Das Genom des Virus ist eine lineare, doppelsträngige DNA (ds-DNA) mit einer Länge von 170 und 190 kb. Ihr GC-Gehalt beträgt 39 %.

## Vermehrung und Wirt

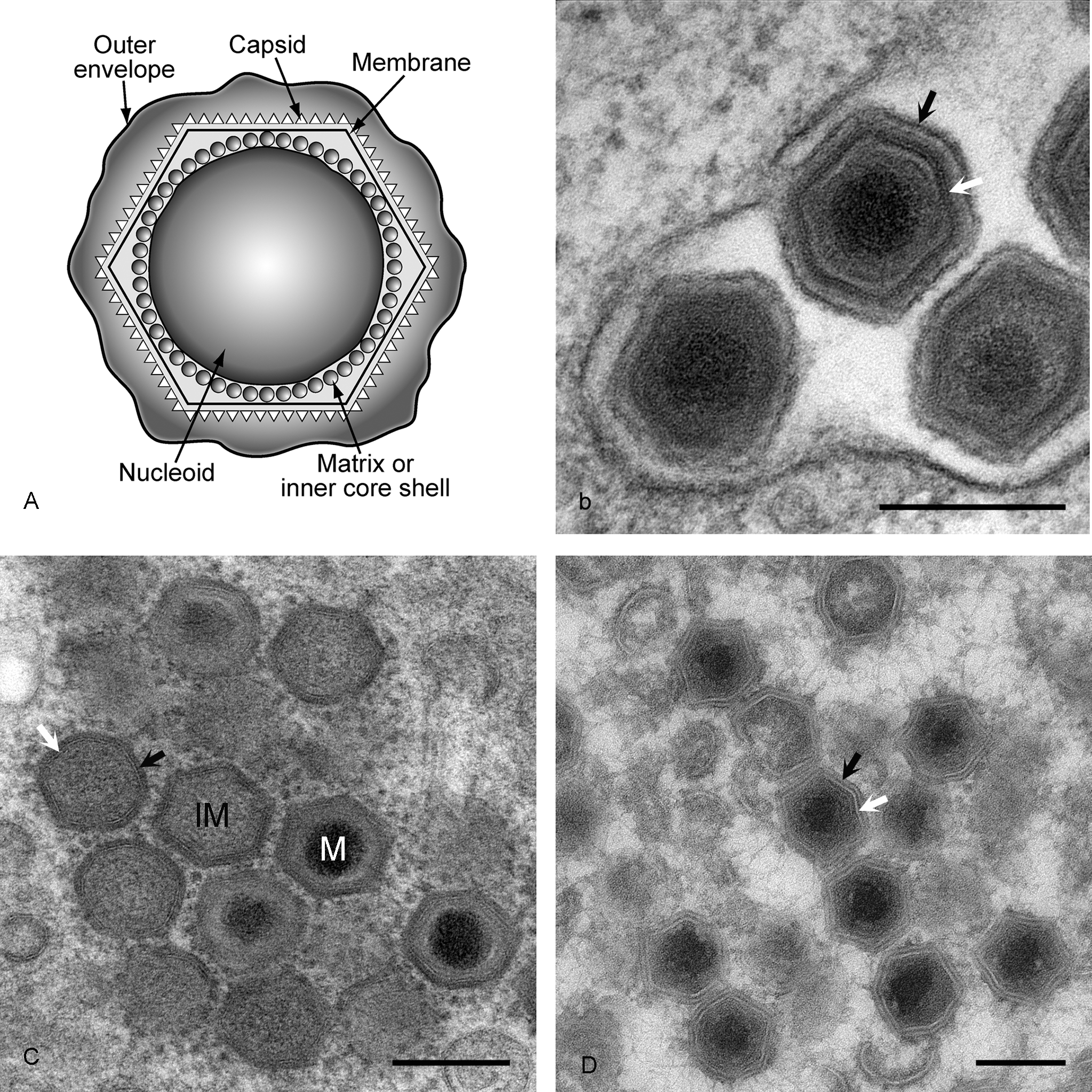
(A) Schemazeichnung eines ASFV-Virions mit Nukleoid, Matrix oder innerer Kernhülle, Kapsid und Lipidhüllen. (B) EM-Aufnahme von freien Virionen. Der schwarze Pfeil zeigt auf die äußere Hülle, der weiße Pfeil auf die Kapsidmembran. Balken 200 nm. (C),(D) EM-Bilder von Virionen in der Wirtszelle. IM: unreifes Virion, M: reifes Virion. Schwarzer und weißer Pfeil wie zuvor. Balken jeweils 200 nm.

Das Virus kann in Zellkulturen angezüchtet werden, ohne das im Lichtmikroskop Zellveränderungen sichtbar werden. In Gewebebiopsien kann man intrazytoplasmatisch acidophile Einschlusskörperchen sehen, die dem Viroplasma entsprechen. Die Replikation der Viren erfolgt zytoplasmatisch und die Virionen reifen durch Knospung aus Plasmamembranen. Die Viren dieser Familie infizieren Hausschweine und ihre Verwandten. Die natürlichen Wirte der Viren sind Warzenschwein (Phacochoerus africanus) und Flussschwein (Potamochoerus porcus), wobei das Virus durch Lederzecken als Vektor übertragen wird. Infizierte junge Warzenschweine entwickeln eine ausgeprägte Virämie und infizieren die Zecken bei der Blutmahlzeit. Alte Warzenschweine sind aufgrund der hohen Prävalenz häufig bereits immun. Das Virus kann sich in den Zecken vermehren, wo es auch auf die nachfolgende Generation ohne Blutmahlzeit übertragen wird (vertikale, transovarielle Übertragung). Horizontale Übertragungen zwischen adulten Zecken beim Geschlechtsakt sind beschrieben.
Während einer Infektion kann sich das Virus im Wirt in Erythrozyten, Endothelzellen und Leukozyten vermehren, aber nicht in Epithelien. Entsprechend kann das Virus aus Blut, Milzgewebe, Lymphknoten und Tonsillen infizierter Tiere gewonnen werden. Keine der Virusspezies infiziert den Menschen.

## Epidemiologie
Das Vorkommen dieser Virusfamilie war ursprünglich auf Afrika beschränkt. Allerdings hat sich das Virus in jüngster Zeit in Südeuropa und Amerika verbreitet.

## Systematik

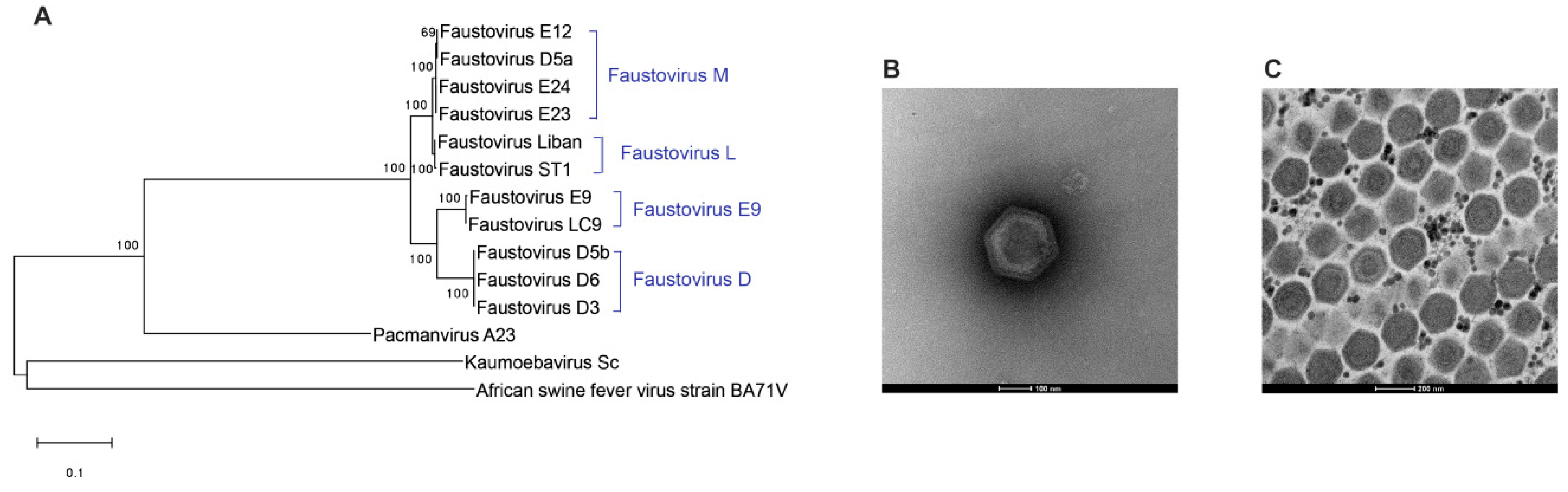
Phylogenetischer Baum der Asfarviridae-ähnlichen Viren (A). Mikrophotographien zweier Kandidaten: Faustovirus ST1 (B) und Pacmanvirus A23 (C). Rolland et al. (2019).

Schulz et al. schlagen folgende Systematik vor:
|                 | Asfarviridae                                                    |
|                 |                                                                 |
| „Faustoviridae“ | \| \| „Pacmanvirus“ \| \| \| \| \| \| „Faustovirus“ \| \| \| \| |
|                 | \| \| „Pacmanvirus“ \| \| \| \| \| \| „Faustovirus“ \| \| \| \| |
|                 | „Pacmanvirus“                                                   |
|                 |                                                                 |
|                 | „Faustovirus“                                                   |
|                 |                                                                 |

|  | „Pacmanvirus“ |
|  |               |
|  | „Faustovirus“ |
|  |               |

|                 | Asfarviridae                                                    |
|                 |                                                                 |
| „Faustoviridae“ | \| \| „Pacmanvirus“ \| \| \| \| \| \| „Faustovirus“ \| \| \| \| |
|                 | \| \| „Pacmanvirus“ \| \| \| \| \| \| „Faustovirus“ \| \| \| \| |
|                 | „Pacmanvirus“                                                   |
|                 |                                                                 |
|                 | „Faustovirus“                                                   |
|                 |                                                                 |

|  | „Pacmanvirus“ |
|  |               |
|  | „Faustovirus“ |
|  |               |

|                 | Asfarviridae                                                    |
|                 |                                                                 |
| „Faustoviridae“ | \| \| „Pacmanvirus“ \| \| \| \| \| \| „Faustovirus“ \| \| \| \| |
|                 | \| \| „Pacmanvirus“ \| \| \| \| \| \| „Faustovirus“ \| \| \| \| |
|                 | „Pacmanvirus“                                                   |
|                 |                                                                 |
|                 | „Faustovirus“                                                   |
|                 |                                                                 |

|  | „Pacmanvirus“ |
|  |               |
|  | „Faustovirus“ |
|  |               |

|                 | Asfarviridae                                                    |
|                 |                                                                 |
| „Faustoviridae“ | \| \| „Pacmanvirus“ \| \| \| \| \| \| „Faustovirus“ \| \| \| \| |
|                 | \| \| „Pacmanvirus“ \| \| \| \| \| \| „Faustovirus“ \| \| \| \| |
|                 | „Pacmanvirus“                                                   |
|                 |                                                                 |
|                 | „Faustovirus“                                                   |
|                 |                                                                 |

|  | „Pacmanvirus“ |
|  |               |
|  | „Faustovirus“ |
|  |               |

Koonin et al. (2015 und 2019) schlagen eine innere Systematik der NCLDV vor, in der die (erweiterte) Familie der Asfarviridae eine Schwestergruppe der Poxviridae bilden. Zusammen bilden sie dann neben einem einen 3. Zweig (englisch branch) der NCLDV, neben einem 1. Zweig mit Mimiviridae und Phycodnaviridae, und einem 2. Zweig mit den Pithoviridae, Marseilleviridae und Iridoviridae. Diesem Vorschlag ist das ICTV mit seiner Master Species List (MSL) #35 im März 2020 gefolgt, auch wenn Rolland et al. (2019) die Pokkesviricetes innerhalb der NCLDV näher bei der erweiterten Familie der Mimivirdae (d. h. der Ordnung Imitervirales) sahen.
Als weiteres Mitglied dieser erweiterten Asfarviridae-Gruppe wurde das Dinodnavirus vorgeschlagen.